# اسپنکر جونز (دهانه)
اسپنکر جونز یک دهانه برخوردی در ماه‌ است.